# Mártires Scillitan
Os Mártires Scillitanos foram uma companhia de doze cristãos do norte da África que foram executados por suas crenças em 17 de julho de 180 d.C. Os mártires levam o nome de Scilla (ou Scillium), uma cidade na Numídia. Os Atos dos Mártires Scillitanos são considerados os primeiros documentos da igreja da África e também o mais antigo espécime do latim cristão.
Foi a última das perseguições durante o reinado de Marco Aurélio, que é mais conhecido pelos sofrimentos das igrejas de Vienne e Lyon, no sul da Gália. Marco Aurélio morreu em 17 de março do ano em questão, e a perseguição cessou algum tempo depois da ascensão de seu filho Cômodo. Um grupo de sofredores chamados mártires madaurianos parece pertencer ao mesmo período; na correspondência de Santo Agostinho, Namphamo, um de seus números, é mencionado como um "arquimártir", que parece significar um protomártir da África.

## História
Os Atos de seu martírio são de interesse, como estando entre os Atos mais antigos existentes para a Província Romana da África.
O julgamento e a execução dos mártires ocorreram em Cartago sob o comando do procônsul Públio Vigélio Saturnino, a quem Tertuliano declara ter sido o primeiro perseguidor dos cristãos na África. O julgamento é notável entre os julgamentos dos primeiros mártires, na medida em que os acusados não foram submetidos a tortura.
Os sofredores de Scillitan eram doze ao todo – sete homens e cinco mulheres. Seus nomes eram Speratus, Nartzalus, Cintinus (Cittinus), Veturius, Felix, Aquilinus, Laetantius, Januaria, Generosa, Vestia, Donata e Secunda.  Dois deles têm nomes púnicos (Nartzalus, Cintinus), mas o resto são nomes latinos. Seis já haviam sido julgados: dos restantes, a quem esses Acta se relacionam principalmente, Speratus era o principal porta-voz. Ele afirmava para si e seus companheiros que eles tinham vivido uma vida tranquila e moral, pagando suas dívidas e não fazendo mal aos seus vizinhos. Mas, quando chamado a jurar pelo nome do imperador, respondeu: "Não reconheço o império deste mundo; mas antes sirvo a Deus que ninguém viu, nem com estes olhos pode ver."  A resposta foi uma referência à linguagem de 1 Tim. 16. Em resposta à pergunta: "Quais são as coisas em sua mochila?", ele disse: "Livros e cartas de Paulo, um homem justo".
O diálogo entre o Procônsul e os mártires mostra que os primeiros não tinham preconceitos contra os cristãos. Ele os exorta a cumprir a lei e, quando eles se recusam, sugere que levem tempo para pensar sobre o assunto.  Foi oferecido aos mártires um prazo de 30 dias para reconsiderar sua decisão, o que todos recusaram. Eles foram então mortos pela espada.
A fama dos mártires levou à construção de uma basílica em sua honra em Cartago e sua comemoração anual exigia que a brevidade e a obscuridade de sua Acta fossem complementadas e explicadas para torná-las adequadas para recitação pública.

## Veneração
Agobardo, arcebispo de Lião (c. 779-840) afirmou que as relíquias de Speratus, e as de Cipriano, foram traduzidas pelas ordens de Carlos Magno de Cartago para Lião.
As questões históricas ligadas a esses mártires foram abordadas pelo bispo Joseph Barber Lightfoot nas Epístolas de Inácio e Policarpo, de 1885.

### Videografia
- Lost Legacy Reclaimed, Season 1: Episode 1. The Scillitan Martyrs (2019) documentary. «Lost Legacy Reclaimed – Season One | Prime Video». Amazon